# Seixo da Beira
Seixo da Beira es una freguesia portuguesa del concelho de Oliveira do Hospital, con 34,48 km² de superficie y 1.722 habitantes (2001). Su densidad de población es de 49,9 hab/km².